# Federació Espanyola d'Escacs
La Federació Espanyola d'Escacs o FEDA, és la federació esportiva que dirigeix l'àmbit dels escacs a l'estat espanyol. La seva seu és a Madrid. El seu president, des de 1997, és Francisco Javier Ochoa de Echagüen
En depenen totes les federacions autonòmiques, i forma part de la Federació Internacional d'Escacs (FIDE) des del 1929, quan hi va ingressar en substitució de la Federació Catalana d'Escacs, que hi va estar entre 1925 i 1929.
Organitza el Campionat d'Espanya d'escacs i el CECLUB (Campionat d'Espanya de clubs), a banda de diversos campionats per categories d'edats.

## Organització
- President: Francisco Javier Ochoa de Echagüen
- Vicepresident: Cristóbal Ramo Frontiñan
- Secretari general: Ramón Padullés Argerich